# Duni Sawadogo
Duni Sawadogo (Costa d'Ivori, 1962) és una científica de Costa de Marfil activista contra el tràfic de medicines falses i per la formació universitària de les dones.
És doctora en Farmàcia per la Universitat d'Abidjan, així com en Biologia Cel·lular i Hematologia per la Universitat de Navarra. Va esdevenir la primera catedràtica d'Hematologia Biològica de Costa d'Ivori. És investigadora a la Facultat de Farmàcia de la Universitat Felix Houphouet Boigny d'Abidjan. El 2020 va formar part del comitè per la regulació farmacèutica de Costa d'Ivori.
El 2021 va rebre el premi Harambee a la Promoció i Igualtat de la dona africana. Va aprofitar per denunciar que els medicaments més falsificats al seu país i venuts als mercats són antibiòtics i antipal·lúdics, el que incrementa les xifres de mortalitat infantil.